# 천사탈주 (1989년 영화)
《천사탈주》(영어: We're No Angels)는 미국에서 제작된 닐 조던 감독의 1989년 코미디, 드라마 영화이다. 로버트 드 니로 등이 주연으로 출연하였고 아트 린슨 등이 제작에 참여하였다.

## 출연

### 주연
- 로버트 드 니로
- 숀 펜

### 조연
- 데미 무어
- 호이트 악스톤
- 브루노 커비
- 레이 매커널리
- 제임스 루소
- 월리스 쇼운

## 제작진
- 공동제작: 프레드 C. 카루소
- 미술: 울프 크로에거
- 의상: 데오니 V. 알드리지
- 배역: 월리스 니시타